# Aio Fukuda
Aio Fukuda (født 18. december 1994) er en japansk fodboldspiller.